# سفير براندهاوغ
سفير براندهاوغ (بالنرويجية البوكمول: Sverre Brandhaug)‏ (22 يونيو 1959 بتروندهايم في النرويج - ) هو لاعب كرة قدم نرويجي في مركز الوسط. شارك مع منتخب النرويج تحت 21 سنة لكرة القدم ومنتخب النرويج لكرة القدم. أما مع النوادي، فقد لعب مع نادي روسنبورغ وRosenborg BK Kvinner ‏ وStrindheim IL ‏.

## روابط خارجية
- سفير براندهاوغ على موقع الاتحاد الأوربي (الإنجليزية)
- سفير براندهاوغ على موقع اتحاد النرويج (النرويجية)
- سفير براندهاوغ على موقع قاعدة بيانات كرة القدم.إي يو (الإنجليزية)
- سفير براندهاوغ على موقع ناشيونال فوتبول تيمز (الإنجليزية)